# 2014年委内瑞拉示威时间轴
2014年委内瑞拉示威于2014年2月开始，几十万名委内瑞拉人由于暴力犯罪的居高不下、通货膨胀、基本商品由于委内瑞拉政府政策导致长期稀缺的抗议。抗议活动已持续数月，下列事件根据发生月份排列。

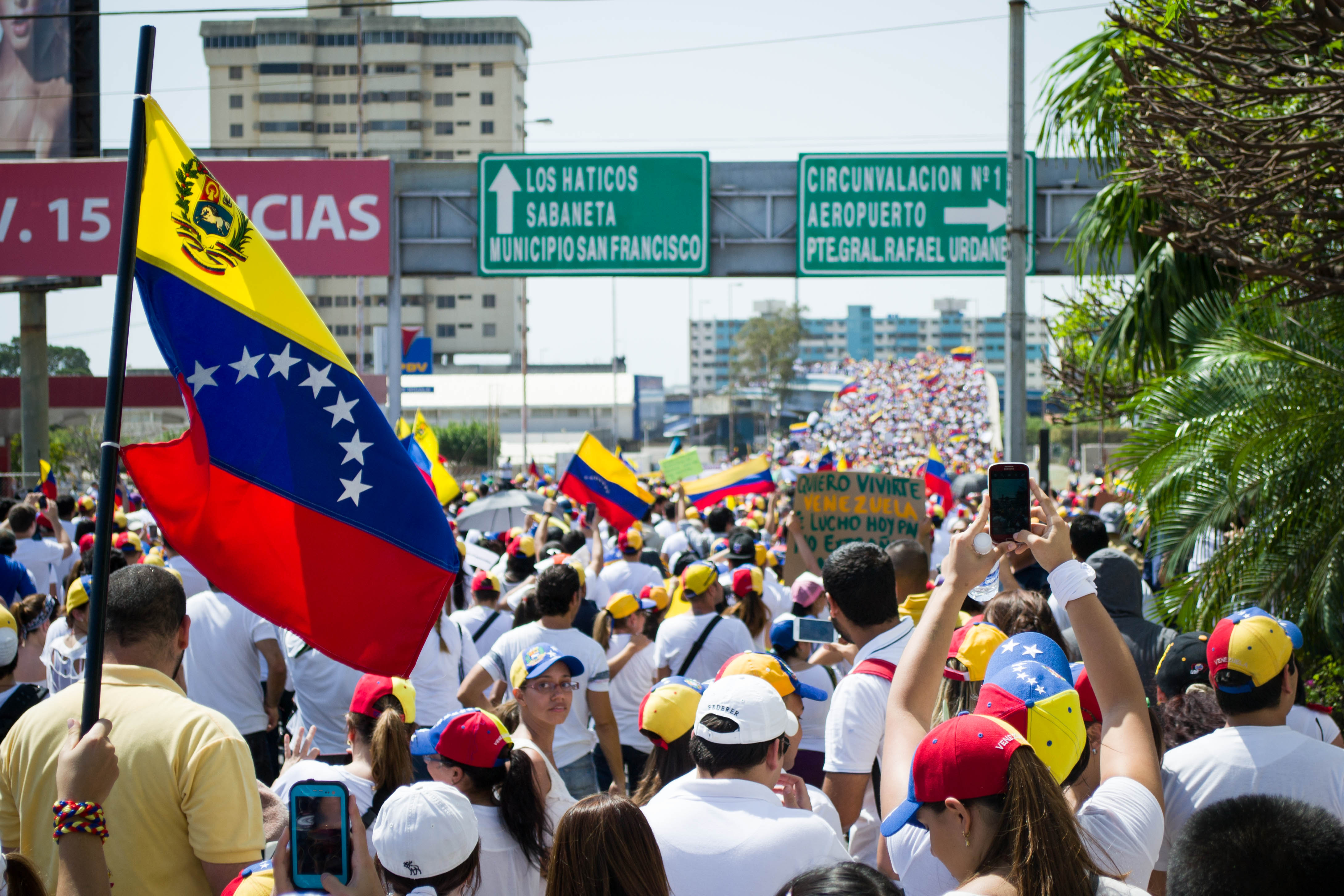
数千名反对派示威者在马拉开波司法院门口。

## 一月
- 1月6日 - 2004年委内瑞拉小姐（英语：Miss Venezuela 2004）莫尼卡·斯皮尔·莫茨以及她丈夫托马斯·亨利·贝瑞在委内瑞拉巴伦西亚被杀害。[6]
- 1月8日 - 抗议活动在首都加拉加斯开始。[7]

## 二月
- 2月1日 - 莱奥波尔多·洛佩斯要求学生对治安乱和物品短缺进行和平示威。[8]
- 2月6日 - 学生在塔奇拉天主教大学抗议，并被指控攻击一所住宅。[9]
- 2月9日 - 女性穿着黑色服装抗议发生在塔奇拉的逮捕行为。[10]
- 2月11日 - 学生在塔奇拉、苏利亚、加拉加斯和科罗（英语：Coro region）抗议并要求释放被逮捕的同学。[11]
- 2月12日 - 反对派的主要抗议活动同时在委内瑞拉的38个城市开始，此时正好是委内瑞拉第二百周年青年节纪念日与维多利亚战役胜利日，以反对派领导人为首的学生举行大规模游行。[12][13]
- 2月13日 - 政府支持者被袭击后聚集在公共事务部的总部外面长达一天。[14]因为有大量大学生参与示威活动，有7所大学在委内瑞拉青年节取消活动。[15]
- 2月14日 - 学生在委内瑞拉美洲国家组织外抗议，要求其採取行動對抗暴力。[16]反对派示威者封锁了加拉加斯的弗朗西斯科·米兰达大道，要求释放于2月12日被捕的学生。[17]阿尔塔米拉的委内瑞拉国民警卫队（英语：National Guard of Venezuela）为驱散示威者施放了催泪瓦斯。[18]
- 2月15日 - 查韦斯主义者在委内瑞拉加拉加斯广场抗议。[19]
- 2月17日 - 武裝的政府情報人員強行進入「人民意願」总部，並扣留在內裡的人。约300名反对派示威者在「人民意願」总部外抗议，被催泪瓦斯驱散。[20]
- 2月18日 - 洛佩兹自首后，数百名他的支持者聚集于司法院外抗议，在他们看来，洛佩兹将因“政法不分”的不公平及腐败的司法系统被判刑。[21][22]反对派示威者袭击了加拉加斯司法院（英语：Palacio de Justicia de Caracas）外围，亲政府武装团体驱散了他们，并从大楼向外投掷物品并试图窃取他们的手机。[23]国际特赦组织表示，这些指控似乎是出于政治目的，并呼吁在没有证据的情况下释放洛佩斯。[24][25]人权观察宣称：“委内瑞拉政府公开透露出一个专制政权的经典做法，如囚禁它的反对者、控制媒体和恐吓社会公民。”该组织还说，不少团体指责马杜罗政府对反对派领袖如洛佩斯采取暴力行动。[26]一些学生和教授因涉嫌对委内瑞拉石油公司的石油输送卡车纵火而遭到逮捕。[27]据学生示威者说，他们被警察强制带到马拉凯并被集中七天。[28]
- 2月19日 - 委内瑞拉名模吉妮西丝·卡尔莫娜支持反对派的抗议后被子弹击中头部死亡。一些示威者声称，杀害她的凶手是一名查韦斯主义者。[29][30] [31][32][33][34][35][36][37]支持示威的帕尔马神父在苏利亚州的和平示威中遭到政府部隊袭击受伤。[38][39][40]事件发生前几天帕尔马发表了反对马杜罗的讲话，要求他辞职，并声称马杜罗受到古巴情報總局的影響。[41]莱奥波尔多·洛佩斯的审讯再次被推迟，并被移送到拉莫佛得角军事监狱。[42]当天晚上，有目击者声称看到亲政府团体“拉巴斯”的成员拿武器向建筑物射击，未有受到玻利瓦尔国民警卫队阻止。[43]亲政府的摩托车团体在得到政府安全部队的支持后，在苏克雷州用石块和瓶子袭击抗议者。[44]之后有居民聚集在加拉加斯要求避免更多的伤亡事件发生，而查韦斯主义者和GNB使用射击催泪弹、巴克肖特以暴力方式回应，并射击了试图调解抗议者和国民警卫队的一名37岁法律系学生。[45][46][47]
- 2月22日 - 国民警卫队的成员使用霰弹枪枪杀了在医院的学生抗议者杰拉尔丁·莫雷诺。[48]
- 2月23日 - 成千上万的支持和反对政府的示威者在加拉加斯制造了迄今为止最严重的冲突。[49]
- 2月24日 - 反对派和政府军在圣克里斯托瓦尔发生冲突。反对派示威者向国民警卫队投掷石块和燃烧弹。国民警卫队使用催泪瓦斯和猎枪回击。一名男子被猎枪击伤，另一人被国民警卫队施放催泪弹後从房顶跌下地面身亡。[50]塔奇拉州长José Vielma Mora（英语：José Vielma Mora）批评政府说：“因为军用飞机飞越塔奇拉使我感到气愤，这种做法不可接受。”并向居民表示：“我不是政權的一部分，我是由塔奇拉州的人民選出“。[51]
- 2月26日 - 莱奥波尔多·洛佩斯的妻子Lilian Tintori带领女学生在政府和平会议之前安静的抗议。[52]在塔奇拉，一群示威者斩首已故总统乌戈·查韦斯的雕像，并在Twitter上张贴图片。[53]
- 2月27日 - 以Juan Requesens为首的学生抗议在委内瑞拉遭受到的暴力、拘留学生以及短缺，Herique Capriles接受了访问，但他并不作为代言人。[54]
- 2月28日 - 一群示威者伏击了国民警卫队的一位军官并进行攻击。一位邻居前來保護他，而他則跑進自动门的后面。最终抗议者闯入他藏身的房子，偷走了他的头盔和防弹背心。[55]

## 三月

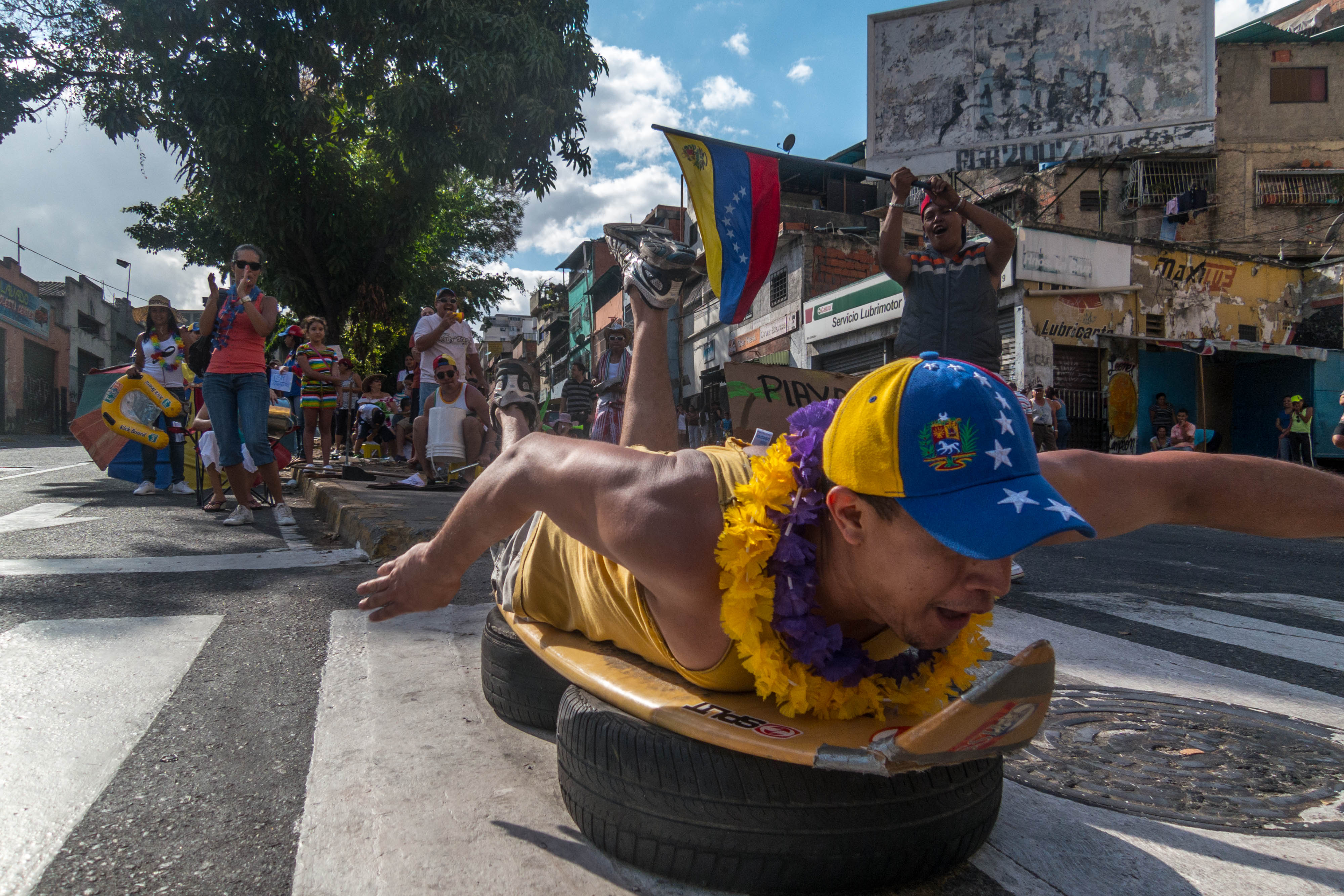
委内瑞拉抗议者们抗议政府的狂欢节庆祝活动而进行的游行示威。

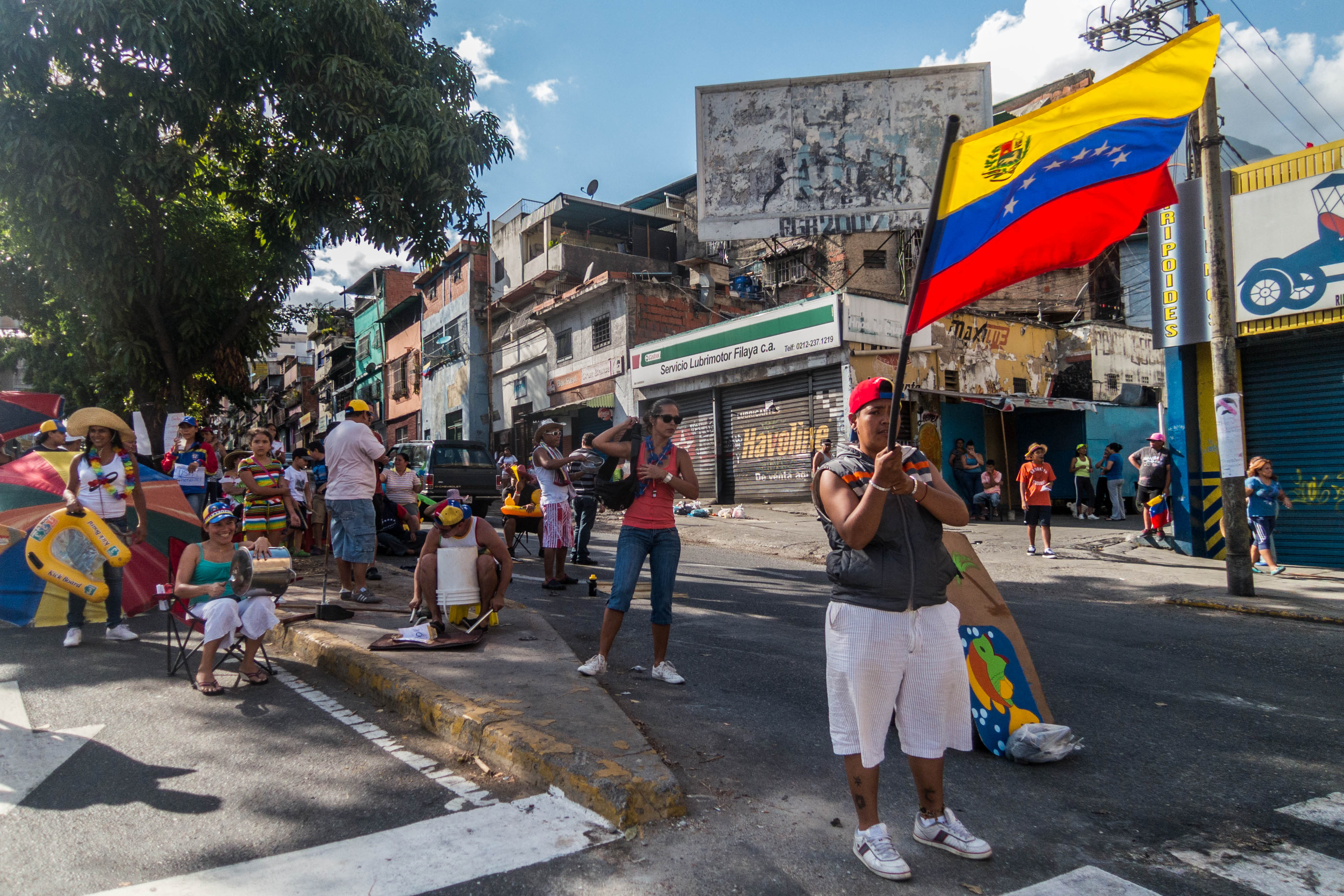
抗议者们敲锅打铁抗议延长狂欢节庆祝活动。

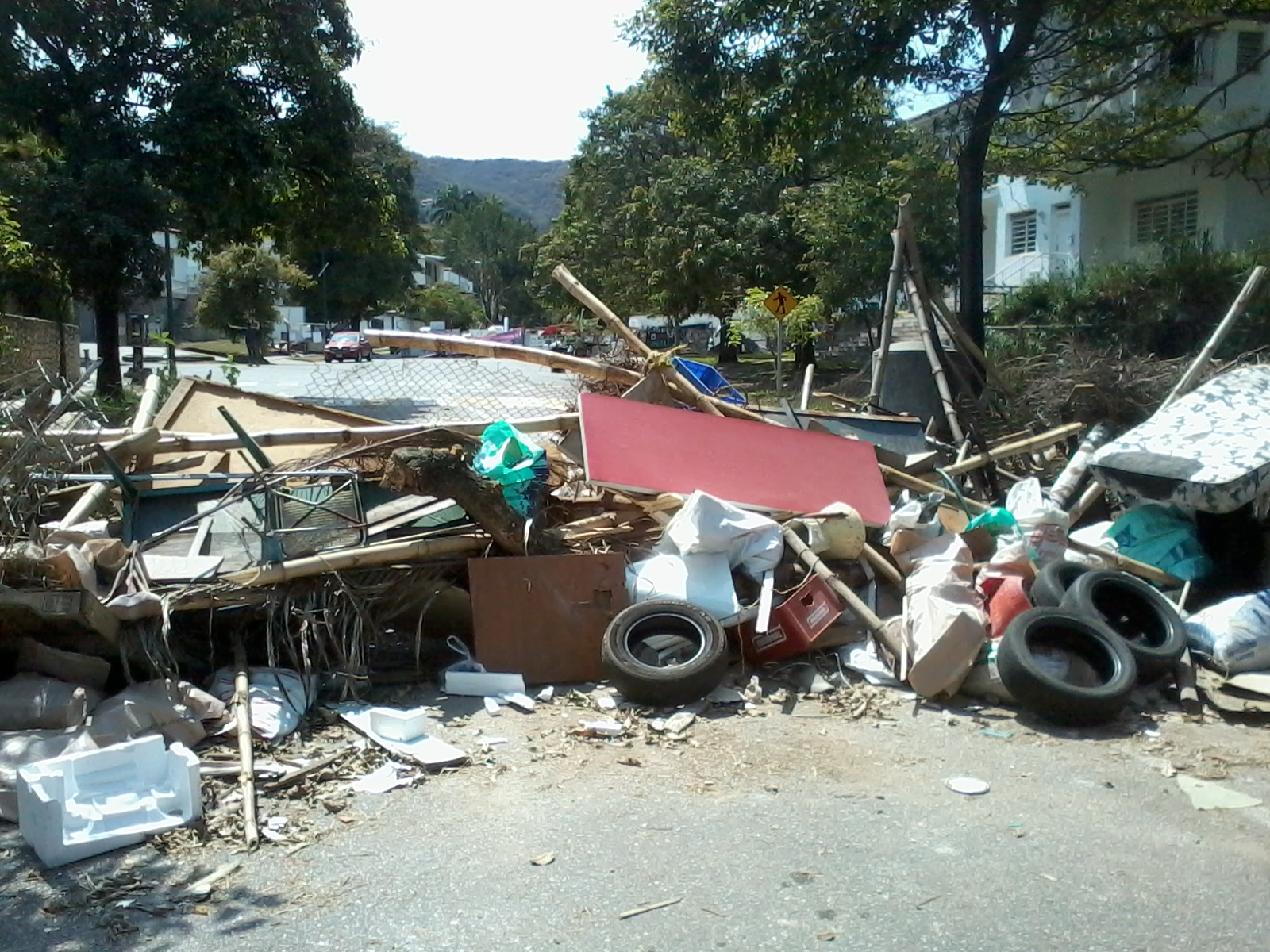
示威者搭建的路障。

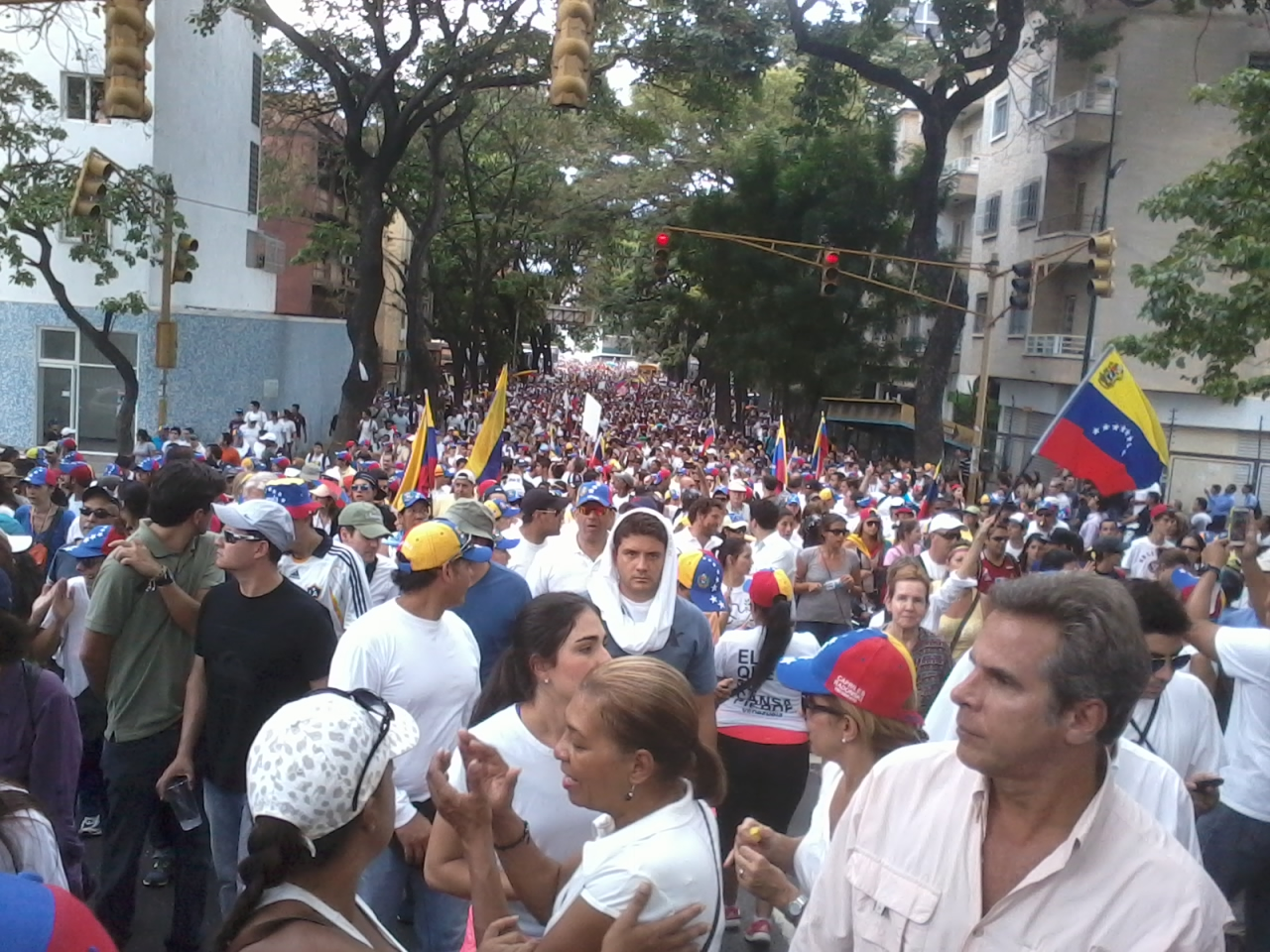
示威者前往委内瑞拉中央财经大学抗议监察员。

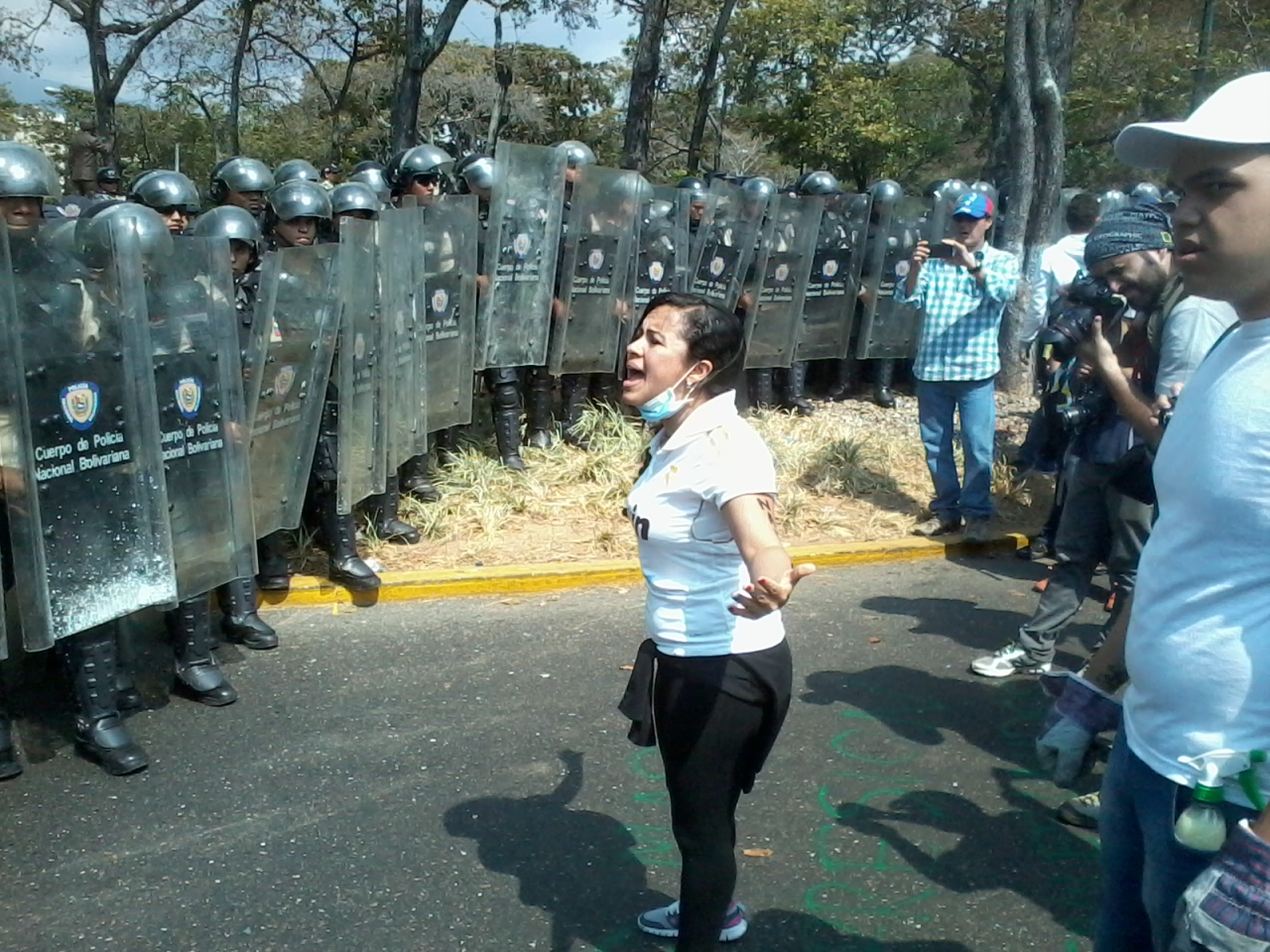
学生对抗国民警卫队。

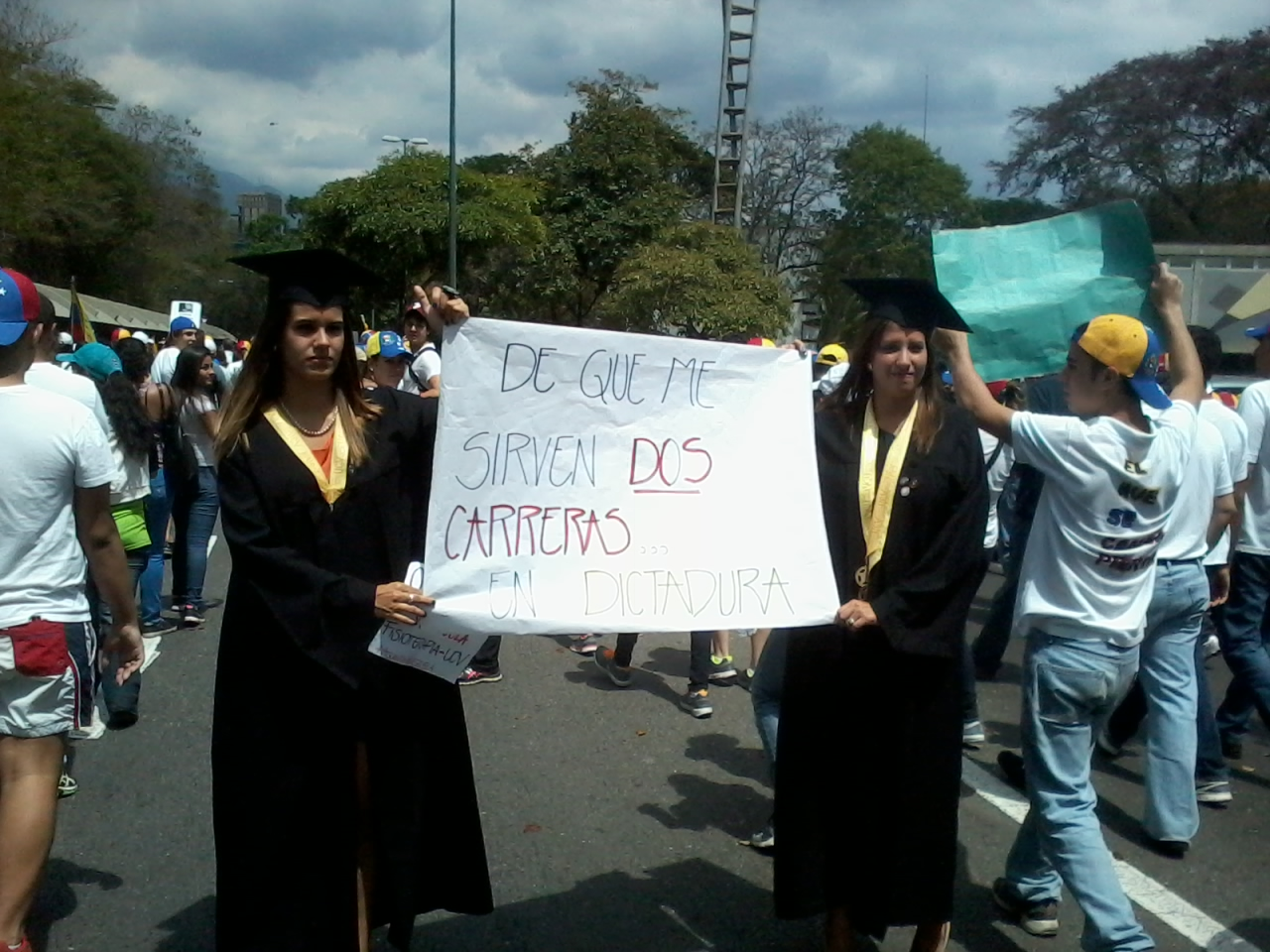
毕业生写着：“我在一个独裁政权中有两份学位但那又有什么用呢？”

- 3月1日 - 蒂格雷、阿纳科、蒂格里、皮里图等一些城市的抗议者拒绝庆祝狂欢节，由于抗议活动很少有游客在海滩旅行。[56]而警方也因抗议活动很少参加狂欢节。[57]在弗朗西亚广场（英语：Plaza Francia (Caracas)）喷泉的水因抗议活动而染成了象征死亡的红色。[58][59]
- 3月2日 – 数千名反对派示威者在加拉加斯游行抗议审查制度和商品稀缺。[60]
- 3月3日 – 洛斯薩利亞斯和洛斯特克斯的公民前往拉莫豪园监狱要求政府给予“正义和自由”。[61]
- 3月4日 – 成千上万的和平反对派示威者聚集在加拉加斯的街道。[62]COPEI（英语：Copei）总裁以及其他一些市民聚集在查考的联合国辦事處門前，要求把反对派提供给他们的案件提交给联合国，并声明埃利亚斯·豪阿（英语：Elias Jaua）正试图隐瞒委内瑞拉真正发生的事情。[63]
- 3月5日 – 委内瑞拉在查韦斯总统逝世一周年之际断绝了与巴拿马的外交关系。马杜罗总统在加拉加斯的蒙大拿州军营内指责其推动区域组织并在委内瑞拉进行干预，并已要求美洲国家组织进行对巴拿马的调查活动。[64]一小时后，在Los Ruices的一栋公寓内发生国民警卫队和当地居民的交火，共造成包括国民警卫队在内的2人死亡。[65]加拉加斯市政府的Ramón Muchacho证实国民警卫队和“colectivos”成员袭击了该处，并谴责国民卫队造成的事端:“我看到了国民警卫队的坦克故意撞向一辆在街上停着的车。“[66]在巴鲁塔的摩托车队也恐吓了示威者并摧毁了示威者设置的路障。[67]
- 3月6日 – 在首都加拉加斯的示威活动中，一名平民与维持秩序的军人遭枪击身亡，委内瑞拉全国代表大会主席卡韦略指责反对党一方面标榜“和平示威”，一方面制造恐怖事件。[68]委内瑞拉政府据称因与巴拿马的紧张关系而关闭了名为CADIVI（英语：CADIVI）的货币交易网站。[69]米兰达州州长认为马杜罗总统在3月5日做的决定是“不负责任的”，并向公众宣称“你认为这种互相残杀的做法能解决经济问题？”“不！”[70]
- 3月7日 – 刑事法院提起40宗诉讼称，2月12日政府发生侵犯了人权的行为。[71]查韦斯在亚拉奎州雕像被人纵火燃烧。[72]
- 3月8日 – 由于政治上的分歧，委内瑞拉和巴拿马之间的经济协议已经停止。[73]为了“粉碎投机”，马杜罗总统推出了新的“古巴特色”配给制度，原因是“能提供的产品数量不足，家庭必须求助于黑市获得生存”。[74][75]
- 3月9日 – 在阿尔塔米拉（英语：Altamira (Caracas)）的公交线路因为抗议活动被无限期暂停，大约25,000名乘客受到影响。[76]人群聚集在洛斯罗克斯并用白色手印绘成一幅壁画，以对3月7日在洛斯罗克斯发生过虐待事件的受害者表示支持。[77]
- 3月10日 – 数百名医生和医学院学生的抗议医院的药品短缺。[78]由卫生部副部长胡安·娜孔特雷拉斯带头的医生抗议活动被国家警察用催泪瓦斯驱散。[79]警方在安索阿特吉进入圣玛丽亚大学的教室对教授和学生进行盘问。[80]在安第斯大学的电台发生活在。[81]学生领袖丹尼·尔蒂诺克遇害，这起事件被怀疑与在该地区的“colectivos”或国民警卫队有关。[82]
- 3月11日 – 在加拉加斯的部份地区，摆放有尸体袋用来抗议不断升高的犯罪率和暴力事件。[83]
- 3月12日 – 加拉加斯地铁因为安全原因关闭了七个站点。[84]UCV学生（委内瑞拉中央大学西班牙语）和反对派示威者游行到广场委内瑞拉要求申訴專員加布里埃拉·拉米雷斯辞职。警察用催泪瓦斯和高压水枪驱散抗议人群。[85][86][87][88]在查考有六辆坦克、两个水炮卡车和国民警卫队使用催泪瓦斯驱散示威者并播放查韦斯的巴亚莫之歌音频。[89][90]NTN24的律师爆料，国民警卫队和在梅里达州的三个操“古巴口音的”的人强制逮捕了某青少年要求其承认自己的罪行，即使他没有犯罪，然后迫使青少年在“打靶”的期间内“跪下，被迫举起他们的双臂，然后用大型铅弹贯穿他们整个身体”。[91][92]
- 3月13日 – 马杜罗总统声称，他正在尝试如何停止“政变”行为，并说将与民主团结平台谈判，而且称恩里克·卡普利莱斯为“不称职的流浪汉”。[93][94]他还悼念了前一天因反对派团体的攻击所致一个国民警卫队的队长的阵亡。[來源請求]
- 3月14日 – 美国国务卿克里指责委内瑞拉外长埃利亚斯·豪阿为凶手，说他的行为导致了委内瑞拉国内的暴力事件。[95]
- 3月15日 – 马杜罗总统指责美国“目的是为了推翻我政府”。但他也承认共有1529人被拘留，并表示其中558是学生和105名抗议者因携带枪支被捕。[96]西蒙·玻利瓦尔大学的学生摆放了3,000张放有十字架的椅子，象征着人在2014年的头几个月在委内瑞拉被谋杀的人。[97]
- 3月16日 – 数千名反对派示威者针对古巴的干预行为进行示威，抗议古巴干涉包括委内瑞拉政府在内的“行政、财政和军事”行为。[98][99]
- 3月17日 - 委内瑞拉中央大学（APUCV）的大学教师为主的协会投票表明“APUCV要求安全部队罢免委内瑞拉总统，联邦政府应尊重宪法并停止对委内瑞拉社会向申诉专员提供文档的分离行为”且“我们谴责的不仅是国家安全部队的镇压行动，还有同时存在的准军事组织”。[100]
- 3月18日 - 许多母亲聚集在弗朗西亚广场（英语：Plaza Francia (Caracas)）对委内瑞拉的情况进行和平抗议。[101]示威者游行到拉莫豪园监狱抗议一个月前对反对派领导人莱奥波尔多·洛佩斯的抓捕行为。[102]在新闻发布会上，国民议会迪奥斯达多马卡韦略会长说，政府有29项谋杀指控，玛丽亚·科里纳·马查多由于抗议活动导致其死亡。[103]
- 3月19日 - 母亲们在弗朗西亚广场（英语：Plaza Francia (Caracas)）继续和平抗议，并高喊“我们要孩子的自由”。[104]一些学生们在教授的带领下在阿尔塔米拉广场上课。[105]在卢比奥的市长报道，约150示威者受国民警卫队的子弹袭击留下的伤口和受伤，其中包括一个1岁和3岁的孩童被枪杀。[106]
- 3月20日 - 反对派的市长Vicencio Scarano Spisso因不遵守法庭秩序他的直辖市拆除路障而被判处10个半月的监禁。[107]玛丽亚·科里纳·马查多回应这项指控说：“在一个独裁政权中，越弱的执政能力就会造成越大的镇压。”[108]
- 3月21日 - 查韦斯总统的哥哥阿丹·查韦斯（英语：Adán Chávez）已经加入了政府部门工作，并说反对派市长“最终可能会像斯卡拉诺和塞巴洛斯一样”。[109]
- 3月22日 - 数千名反对派示威者在委内瑞拉的加拉加斯、梅里达、巴基西梅托、聖克里斯托瓦爾、苏利亚、庫馬納、巴伦西亚、玻利瓦爾以及科罗游行示威[110]加拉加斯聚集数千名反对派示威者在被叫做“Por la Libertad”的地点举行大规模示威。[111]。反对派和政府支持派在首都加拉加斯抗议并分别要求释放政治犯以及抗议由反对派涉嫌造成对设施的故意破坏。[112][113]玛丽亚·科里纳·马查多在抵达迈克蒂亚西蒙·玻利瓦尔国际机场时被警方逮捕，但在之后又被释放。
- 3月23日  – 美洲国家组织的巴拿马大使阿图罗瓦拉里诺视玛丽亚科里纳·马查多为外交人员并授予其国际豁免权[114][115]。马拉开波的加莱里亚斯商业中心的抗议仍在继续。[116]在洛斯特克斯国营Corpoelec公司的一名工人开枪示导致一女示威者受伤。[117][118][119][120]
- 3月24日 - 马杜罗总统指责所有死亡事件都是在企图制造“政变”。[121]马卡韦略宣布，玛丽亚·科里纳·马查多不再国民议会中担任副职，因此按照会议规则驱逐出议会。[122]
- 3月25日 - 马杜罗总统宣布逮捕三名委内瑞拉空军将军，他们涉嫌策划了对政府的“政变”和对抗议活动的支持，并收取了相应的费用。[123]
- 3月26日 - 马杜罗总统说，委内瑞拉统一社会主义党已经通过选举确定了候选人，以取代因政变被捕的官员，并声称：“我们会赢得胜利。”[124]
- 3月27日 - 在苏克雷州由于缺乏供水导致当地居民集体抗议。[125]225名军官反对对三名空军将被逮捕的指控并称“这是违反宪法权利的行为，因为重要的一步是提交预审”，并要求国民警卫队“履行宪法320，328和329条，并停止非法镇压”的行为。[126]委内瑞拉副总统豪尔赫说，国家人权委员会的创建“将接受所有的申诉行为”。[127]